# Clathria foliascens
Clathria foliascens är en svampdjursart som beskrevs av Jean Vacelet och Vasseur 1971. Clathria foliascens ingår i släktet Clathria och familjen Microcionidae. Inga underarter finns listade i Catalogue of Life.